# 738 Alagasta
Alagasta (asteroide 738) é um asteroide da cintura principal com um diâmetro de 62,79 quilómetros, a 2,8462894 UA. Possui uma excentricidade de 0,0618294 e um período orbital de 1 930,13 dias (5,29 anos).
Alagasta tem uma velocidade orbital média de 17,09992216 km/s e uma inclinação de 3,52883º.
Esse asteroide foi descoberto em 7 de Janeiro de 1913 por Franz Kaiser.